# Sphondylium pubescens
Sphondylium pubescens är en flockblommig växtart som beskrevs av Franz Georg Hoffmann. Sphondylium pubescens ingår i släktet Sphondylium och familjen flockblommiga växter. Inga underarter finns listade i Catalogue of Life.